# Charles Norrie

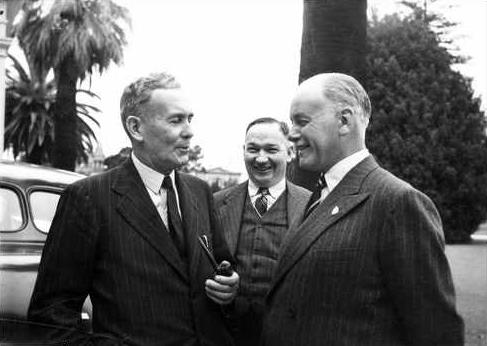
Charles Norrie, Ben Chifley (premier van Australië) en Thomas Playford IV (premier van Zuid-Australië) in 1946.

Charles Willoughby Moke Norrie, 1st Baron Norrie (26 september 1893 – 25 mei 1977) was een generaal in de British Army tijdens de Tweede Wereldoorlog. Hij was ook gouverneur van South Australia en de achtste gouverneur-generaal van Nieuw-Zeeland.

## Voor de Tweede Wereldoorlog
Nadat hij afgestudeerd was aan Eton en het Royal Military College, Sandhurst, werd Norrie in 1913 toegevoegd aan de 11e Hussars. Hij diende tijdens de Eerste Wereldoorlog en raakte vier keer gewond en werd onderscheiden met de Orde van Voorname Dienst (DSO), de Military Cross en gesp. Hij was respectievelijk een stafkapitein bij de 73e Infanteriebrigade; derde General Staff officer bij de 18e Legerkorps, brigade-majoor van de 90e Infanteriebrigade en van de 2e Tank Brigade en tweede General Staff general officer van het 2e Tank Korps. In januari 1919 veranderde hij zijn naam van Moke-Norrie tot Norrie.
Tussen beide wereldoorlogen bekleedde Norrie diverse regiment- en staffuncties, die in 1924 werd onderbroken door een studie aan de Staff College in Camberley. In 1931 werd hij bevorderd tot luitenant-kolonel en hij kreeg het bevel over de 11e Hussars en werd in 1935 bevorderd tot kolonel. In april 1936 kreeg Norrie het bevel over de 1e Cavaleriebrigade met de rang van tijdelijke brigadier. Zijn brigade werd in 1938 gemechaniseerd en hernoemd in de 1e Lichte Pantserbrigade en in 1940 in 1e Pantserbrigade.

## Tweede Wereldoorlog
Tijdens de uitbraak van de Tweede Wereldoorlog was Norrie nog steeds commandant van de 1e Pantserbrigade. In april 1940 maakte zijn brigade deel uit van de 2e Pantserdivisie en voerde Norrie een maand lang tijdelijk het bevel over de 2e Pantserdivisie. Kort daarna werd hij bevorderd tot tijdelijk generaal-majoor en werd hij benoemd tot inspecteur-generaal van de Royal Armoured Corps. Vier maanden later volgde de benoeming tot bevelhebber van de 1e Pantserdivisie en in juni 1941 zijn bevordering tot definitieve generaal-majoor. In november 1941 vertrok de divisie naar Egypte en daar werd Norrie bevorderd tot luitenant-generaal en kreeg hij het bevel over het 30e Legerkorps. De oorspronkelijke bevelhebber van het 30e Legerkorps, Vivyan Pope kwam kort voor de aankomst van Norrie in Egypte om bij een vliegtuigongeluk. Norrie voerde het bevel over het 30e Legerkorps tijdens Operatie Crusader met een klein succes maar zijn tanks leden in juni 1942 tijdens de Slag bij Gazala een nederlaag. Door zijn cavaleriebenadering tot de pantseroorlogsvoering werd hij in juli 1942 vervangen. Norrie keerde terug naar Groot-Brittannië en daar werd hij benoemd tot commandant van de Royal Armoured Corps, in die rol gaf hij advies over pantseroorlogsvoering aan de opperbevelhebber van de Home Forces Bernard Paget. Hij bleef adviseur van Paget naar diens benoeming tot bevelhebber van de 21e Legergroep in juli 1943, Paget werd aan het begin van 1944 vervangen door Bernard Montgomery die ook zijn eigen adviseur meenam. In april 1944 werd Norrie benoemd tot hoofd van de militaire missie bij de  Comité français de la Libération nationale (CFLN) in Algiers, een post die hij tot midden 1944 bekleedde toen het Secretary of State for the Dominions hem wilde benoemen tot gouverneur van Zuid-Australië.
Norrie vertrok in september 1944 uit het leger en werd gouverneur van Zuid-Australia. Ondanks dat zijn rang nog steeds generaal-majoor was kreeg hij de ererang van luitenant-generaal bij zijn vertrek.

## Na de Tweede Wereldoorlog
Norrie diende van 1944 tot 1952 als gouverneur van Zuid-Australië en werd hij geridderd. In 1945 werd hij benoemd tot Ridder in de Orde van Sint-Jan, een onderscheiding die normaal wordt geassocieerd met publieke en vrijwilligerswerk. In 1952 werd hij benoemd tot gouverneur-generaal van Nieuw-Zeeland een positie die hij tot 1957 behield.  Na zijn vertrek als gouverneur-generaal in 1957 werd hij benoemd in de peerage: Baron Norrie of Wellington in the Dominion of New Zealand and of Upton in the County of Gloucester. Van 1960 tot 1968 was hij kanselier van de Orde van Sint-Michaël en Sint-George.

## Militaire loopbaan
- Second Lieutenant: 5 februari 1913[2]
- Lieutenant: 5 augustus 1914[2]
- Tijdelijk Captain: 14 juli 1916 - 24 juni 1918[2]
- Captain: 25 juni 1918[2]
- Tijdelijk Major: 4 november 1918 - 28 september 1924[2]
- Major: 29 september 1924[2]
- Lieutenant-Colonel: 6 juli 1931 (wachtgeld 6 juli 1935)[2]
- Colonel: 6 juli 1935[2]
  - Anciënniteit: 6 juli 1934 (volledige bezoldiging 3 april 1936)[2]
- Tijdelijk Brigadier: 3 april 1936[2]
- Waarnemend Major-General: 24 augustus 1940 - 31 mei 1941[2]
- Major-General: 1 juni 1941[2]
  - Anciënniteit: 4 december 1940 (uitdiensttreding 20 september 1944)[2]
- Waarnemend Lieutenant-General: 6 oktober 1941[2]
- Ererang Lieutenant-General: 20 september 1944[2]

## Onderscheidingen
- Military Cross op 23 juni 1915[2][3]
  - Gesp op 26 september 1917[2][4]
- Orde van Voorname Dienst op 1 januari 1919[2][5]
- Lid in de Orde van het Bad op 9 september 1942[2]
- Ridder Commandeur in de Orde van Sint-Michaël en Sint-George op 9 augustus 1944[2]
- Ridder Grootkruis in de Orde van Sint-Michaël en Sint-George op 29 juli 1952[2][6]
- Ridder in de Orde van Sint-Jan in 1945[2][7]
- Ridder Grootkruis in de Koninklijke Orde van Victoria op 15 januari 1954[8][2]
- Britse Oorlogsmedaille[2]
- Overwinningsmedaille (Verenigd Koninkrijk)[2]
- 1914 Ster[2]
  - Gesp[2]
- Hij werd tweemaal genoemd in de Dagorders. Dat gebeurde op:
  - 22 juni 1915[2][9]
  - 20 december 1918[2]